# Home Nations Championship 1887
L'Home Nations Championship 1887 (in gallese Pencampwriaeth Rygbi'r Pedair Gwlad 1887) fu la 5ª edizione del torneo annuale di rugby tra le squadre nazionali di Galles, Inghilterra, Irlanda e Scozia.
La Scozia si aggiudicò il suo secondo titolo, ma primo non condiviso; l'Inghilterra, campione uscente insieme agli scozzesi, non riuscì a difendere la propria vittoria dell'anno prima e nell'ultima partita, a Raeburn Place, non andò oltre lo 0-0 che, quantomeno, le valse il mantenimento della Calcutta Cup, non più passata di mano dal 1884.
La mattina precedente all'incontro, i rappresentanti delle quattro union si erano incontrati a Manchester e ivi stabilirono che da quel momento in avanti le gare internazionali avrebbero dovuto tenersi sotto il regolamento comune emanato da un comitato sovranazionale alla cui immediata formazione tutte tranne l'Inghilterra diedero immediato consenso, dando così vita all'International Rugby Football Board.
Il valore delle marcature, come stabilito dalla RFU nel 1875, era 1 punto per ogni drop o per ogni calcio piazzato tra i pali a seguito di una meta, che di per sé non dava punti; solo in caso di parità di punti realizzati la discriminante sarebbe stata quella del numero di mete marcate. Nel tabellino degli incontri, laddove sia presente, il numero tra parentesi rappresenta, in caso di parità, il numero di mete segnate da ciascuna squadra.

## Nazionali partecipanti e sedi
| Squadra     | Città               | Impianto interno                   |
| ----------- | ------------------- | ---------------------------------- |
| Galles      | Llanelli Birkenhead | Llanelli Cricket Ground Upper Park |
| Inghilterra | Manchester          | Whalley Range                      |
| Irlanda     | Belfast Dublino     | Ormeau Road Lansdowne Road         |
| Scozia      | Edimburgo           | Raeburn Place                      |

## Risultati
| Llanelli 8 gennaio 1887 | Galles       | 0 – 0 referto | Inghilterra | Llanelli Cricket Ground (8000 spett.)\| Arbitro: \| Rowland Hill \| |
| Arbitro:                | Rowland Hill |               |             |                                                                     |

| Arbitro: | William Phillips |

|                   |    |  |
| Montgomery Tillie | mt |  |
| Rambaut (2)       | tr |  |

| Arbitro: | Rowland Hill |

|  |      |                        |
|  | mt   | McEwan Maclagan Morton |
|  | tr   | Berry                  |
|  | mark | Berry                  |

| Arbitro: | Fred Currey |

|                                                                   |    |  |
| Lindsay (5) McEwan Maclagan MacMillan Morton Orr Reid P. Wauchope | mt |  |
| Berry (2) Woodrow (2)                                             | tr |  |

| Arbitro: | Thomas Lyle |

|         |    |        |
| Jeffery | mt | Morton |

| Arbitro: | J.A. Gardner |

|          |      |                |
| Morgans  | mt   | Montgomery (3) |
| A. Gould | drop |                |

## Classifica
| Pos | Squadra     | G | V | N | P | PF | PS | DP | Pt |
| --- | ----------- | - | - | - | - | -- | -- | -- | -- |
| 1   | Scozia      | 3 | 2 | 1 | 0 | 6  | 0  | +6 | 5  |
| 2   | Galles      | 3 | 1 | 1 | 1 | 1  | 4  | −3 | 3  |
| 3   | Irlanda     | 3 | 1 | 0 | 2 | 2  | 3  | −1 | 2  |
| 4   | Inghilterra | 3 | 0 | 2 | 1 | 0  | 2  | −2 | 2  |